# Порт-Гарді
Порт-Гарді (англ. Port Hardy) — окружний муніципалітет в Канаді, у провінції Британська Колумбія, у складі регіонального округу Маунт-Веддінґтон.

## Населення
За даними перепису 2016 року, окружний муніципалітет нараховував 4132 особи, показавши зростання на 3,1%, порівняно з 2011-м роком. Середня густина населення становила 106,7 осіб/км².
З офіційних мов обидвома одночасно володіли 155 жителів, тільки англійською — 3 935, а 15 — жодною з них. Усього 250 осіб вважали рідною мовою не одну з офіційних, з них 40 — одну з корінних мов, а 5 — українську.
Працездатне населення становило 64,8% усього населення, рівень безробіття — 8,6% (9,4% серед чоловіків та 8,2% серед жінок). 86,5% осіб були найманими працівниками, а 11% — самозайнятими.
Середній дохід на особу становив $40 379 (медіана $31 720), при цьому для чоловіків — $46 181, а для жінок $34 006 (медіани — $39 776 та $26 039 відповідно).
29,9% мешканців мали закінчену шкільну освіту, не мали закінченої шкільної освіти — 29%, 41% мали післяшкільну освіту, з яких 22,1% мали диплом бакалавра, або вищий.
| Статево-вікова структура населення | Статево-вікова структура населення | Статево-вікова структура населення | Статево-вікова структура населення | Статево-вікова структура населення |
| ---------------------------------- | ---------------------------------- | ---------------------------------- | ---------------------------------- | ---------------------------------- |
|                                    |                                    |                                    |                                    |                                    |
| Всього                             | Всього                             | 51,7%48,3%                         |                                    |                                    |
| 0 — 14 років                       | 0 — 14 років                       |                                    | 19,7%                              | 19,7%                              |
| 15 — 64 років                      | 15 — 64 років                      |                                    | 65,5%                              | 65,5%                              |
| 65 і більше                        | 65 і більше                        |                                    | 14,8%                              | 14,8%                              |
| 85 і більше                        | 85 і більше                        |                                    | 1%                                 | 1%                                 |
| Середній вік (років)               | Середній вік (років)               | 39,540,2                           | 39,8                               | 39,8                               |
| Медіана (років)                    | Медіана (років)                    | 40,541,1                           | 40,8                               | 40,8                               |
| — чоловіки — жінки                 |                                    |                                    |                                    |                                    |

| Походження мешканців:     | Походження мешканців:     | Походження мешканців: | Походження мешканців: | Походження мешканців: |
| ------------------------- | ------------------------- | --------------------- | --------------------- | --------------------- |
| Походження                |                           |                       | осіб                  | %                     |
| Корінні американці        | Корінні американці        |                       | 1 070                 | 26.26%                |
| Інше північноамериканське | Інше північноамериканське |                       | 1 095                 | 26.87%                |
| Європейське               | Європейське               |                       | 2 885                 | 70.8%                 |
| британське                | британське                |                       | 2 270                 | 55.71%                |
| французьке                | французьке                |                       | 505                   | 12.39%                |
| українське                | українське                |                       | 215                   | 5.28%                 |
| Латинськоамериканське     | Латинськоамериканське     |                       | 45                    | 1.1%                  |
| Карибське                 | Карибське                 |                       | 15                    | 0.37%                 |
| Африканське               | Африканське               |                       | 60                    | 1.47%                 |
| Азійське                  | Азійське                  |                       | 205                   | 5.03%                 |
| Океанійське               | Океанійське               |                       | 25                    | 0.61%                 |

| Зайнятість населення за галузями (за класифікацією NOC): | Зайнятість населення за галузями (за класифікацією NOC): | Зайнятість населення за галузями (за класифікацією NOC): | Зайнятість населення за галузями (за класифікацією NOC): | Зайнятість населення за галузями (за класифікацією NOC): |
| -------------------------------------------------------- | -------------------------------------------------------- | -------------------------------------------------------- | -------------------------------------------------------- | -------------------------------------------------------- |
|                                                          |                                                          |                                                          |                                                          |                                                          |
| Управління                                               | Управління                                               |                                                          | 7,4%                                                     | 7,4%                                                     |
| Бізнес, фінанси та адміністрування                       | Бізнес, фінанси та адміністрування                       |                                                          | 9,3%                                                     | 9,3%                                                     |
| Природничі та прикладні науки                            | Природничі та прикладні науки                            |                                                          | 5,5%                                                     | 5,5%                                                     |
| Охорона здоров'я                                         | Охорона здоров'я                                         |                                                          | 5,3%                                                     | 5,3%                                                     |
| Освіта, правозахист, муніципальні та урядові служби      | Освіта, правозахист, муніципальні та урядові служби      |                                                          | 10,8%                                                    | 10,8%                                                    |
| Мистецтво, культура, відпочинок та спорт                 | Мистецтво, культура, відпочинок та спорт                 |                                                          | 1,7%                                                     | 1,7%                                                     |
| Роздрібна торгівля та послуги                            | Роздрібна торгівля та послуги                            |                                                          | 22,7%                                                    | 22,7%                                                    |
| Гуртова торгівля, транспорт та обладнання                | Гуртова торгівля, транспорт та обладнання                |                                                          | 19,1%                                                    | 19,1%                                                    |
| Природні ресурси, сільське господарство                  | Природні ресурси, сільське господарство                  |                                                          | 9,1%                                                     | 9,1%                                                     |
| Виробництво                                              | Виробництво                                              |                                                          | 8,6%                                                     | 8,6%                                                     |

## Клімат
Громада знаходиться у зоні, котра характеризується морським кліматом. Найтепліший місяць — серпень із середньою температурою 14.1 °C (57.4 °F). Найхолодніший місяць — січень, із середньою температурою 3.3 °С (37.9 °F).
| Клімат Порта-Гарді      | Клімат Порта-Гарді | Клімат Порта-Гарді | Клімат Порта-Гарді | Клімат Порта-Гарді | Клімат Порта-Гарді | Клімат Порта-Гарді | Клімат Порта-Гарді | Клімат Порта-Гарді | Клімат Порта-Гарді | Клімат Порта-Гарді | Клімат Порта-Гарді | Клімат Порта-Гарді | Клімат Порта-Гарді |
| Показник                | Січ.               | Лют.               | Бер.               | Квіт.              | Трав.              | Черв.              | Лип.               | Серп.              | Вер.               | Жовт.              | Лист.              | Груд.              | Рік                |
| Абсолютний максимум, °C | 13,7               | 16,7               | 19,8               | 23,3               | 33,4               | 31,7               | 26,7               | 28,3               | 25,6               | 25,6               | 18,9               | 14,8               | 33,4               |
| Середній максимум, °C   | 5,8                | 7                  | 8,8                | 11,1               | 13,8               | 15,5               | 17,6               | 17,9               | 15,7               | 11,8               | 7,9                | 5,9                | 11,6               |
| Середня температура, °C | 3,3                | 4,2                | 5,3                | 7,2                | 9,8                | 11,9               | 13,9               | 14,1               | 11,9               | 8,7                | 5,4                | 3,5                | 8,3                |
| Середній мінімум, °C    | 0,8                | 1,3                | 1,8                | 3,1                | 5,7                | 8,3                | 10,2               | 10,3               | 8,1                | 5,5                | 2,7                | 1,1                | 4,9                |
| Абсолютний мінімум, °C  | −14,4              | −11,8              | −12,8              | −3,3               | −1,1               | 1,7                | 2,8                | 3,3                | −9,9               | −5,4               | −12,5              | −12,2              | −14,4              |
| Норма опадів, мм        | 238                | 174                | 149                | 119                | 78                 | 88                 | 54                 | 68                 | 109                | 235                | 288                | 269                | 1869               |
| Днів з опадами          | 21,4               | 18,9               | 20,4               | 19                 | 16,7               | 16                 | 11,7               | 12                 | 14                 | 20,6               | 22,3               | 22,1               | 215,1              |
| Днів з дощем            | 19,5               | 17,9               | 19,9               | 19                 | 16,7               | 16                 | 11,7               | 12                 | 14                 | 20,5               | 21,8               | 20,8               | 209,9              |
| Днів зі снігом          | 5                  | 3,4                | 2,5                | 1,3                | 0,1                | 0                  | 0                  | 0                  | 0                  | 0,3                | 1,6                | 4,2                | 18,2               |
| Вологість повітря, %    | 89                 | 89                 | 86                 | 86                 | 82                 | 83                 | 85                 | 86                 | 89                 | 89                 | 92                 | 92                 | 87                 |
| ----------------------- | ------------------ | ------------------ | ------------------ | ------------------ | ------------------ | ------------------ | ------------------ | ------------------ | ------------------ | ------------------ | ------------------ | ------------------ | ------------------ |
| Джерело: Weatherbase    |                    |                    |                    |                    |                    |                    |                    |                    |                    |                    |                    |                    |                    |